# Diceratherium

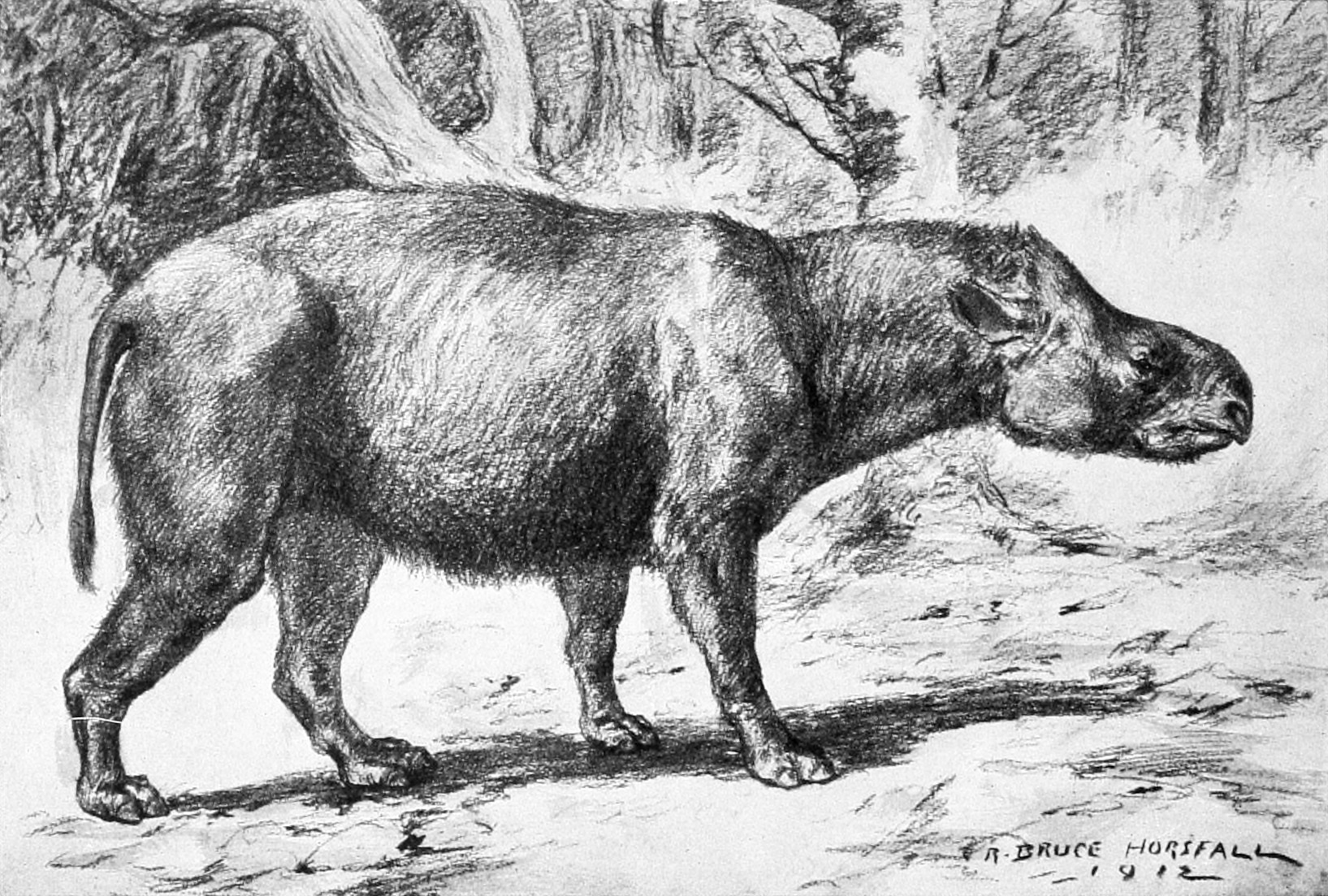
Реконструкція

Diceratherium (що означає «дворогий звір») — це вимерлий рід носорогів, що жив у Північній Америці, Європі й Азії в період олігоцену — міоцену, від 33.9 до 11.6 млн років тому. Оцінки маси типового виду D. armatum в середньому становлять близько 1 т.